# BV De Graafschap in het seizoen 1964/65
Het seizoen 1964/1965 was het 11e jaar in het bestaan van de Doetinchemse betaaldvoetbalclub De Graafschap. De club kwam uit in de Tweede divisie A en eindigde daarin op de 11e plaats. Tevens deed de club mee aan het toernooi om de KNVB beker, hierin werd de club in de eerste ronde uitgeschakeld door Go Ahead (0–4).

## Wedstrijdstatistieken

### Tweede divisie A
|       | AGOVV | Cambuur | EDO   | Haarlem | Heerenveen | Hilversum | PEC   | RCH   | Tubantia | Vitesse | Wageningen | FC Zaanstreek | ZFC   | Zwartemeer | Zwolsche Boys |
| ----- | ----- | ------- | ----- | ------- | ---------- | --------- | ----- | ----- | -------- | ------- | ---------- | ------------- | ----- | ---------- | ------------- |
| Thuis | 0 – 1 | 1 – 5   | 2 – 2 | 1 – 3   | 1 – 1      | 1 – 3     | 4 – 3 | 4 – 2 | 0 – 1    | 3 – 1   | 4 – 1      | 1 – 3         | 2 – 1 | 0 – 0      | 5 – 2         |
| Uit   | 4 – 2 | 1 – 0   | 2 – 1 | 5 – 0   | 1 – 0      | 0 – 3     | 1 – 5 | 0 – 3 | 1 – 0    | 2 – 0   | 3 – 2      | 2 – 1         | 0 – 1 | 3 – 1      | 0 – 2         |

### KNVB beker
| 1e ronde                                        | De Graafschap | 0 – 4 (0 – 2) | Go Ahead                                                       |
| 4 oktober 1964 Plaats: Doetinchem De Vijverberg |               |               | 15', 66' Wietse Veenstra 32' Henk Kanselaar 51' Gerrit Niehaus |

## Statistieken De Graafschap 1964/1965

### Eindstand De Graafschap in de Nederlandse Tweede divisie A 1964 / 1965
| Stand | Gespeeld | Gewonnen | Gelijk | Verloren | Punten | Doelpunten voor | Doelpunten tegen |
| ----- | -------- | -------- | ------ | -------- | ------ | --------------- | ---------------- |
| 11e   | 30       | 11       | 3      | 16       | 25     | 50              | 54               |

### Topscorers
| #      | Naam            | Goal |
| ------ | --------------- | ---- |
| 1.     | Jan Roes        | 13   |
| 2.     | Joop Hartjes    | 12   |
| 3.     | Chris Hartjes   | 9    |
| 4.     | Theo Kaak       | 6    |
| 5.     | Gerrie Albers   | 2    |
| 5.     | Evert Bruning   | 2    |
| 5.     | André Hulshorst | 2    |
| 5.     | Joop Willems    | 2    |
| 9.     | Gerrit Bosveld  | 1    |
| 9.     | Hennie Keuben   | 1    |
| Totaal | Totaal          | 50   |

| #      | Naam        | Goal |
| ------ | ----------- | ---- |
| –      | Geen speler | 0    |
| Totaal | Totaal      | 0    |